# Forests montanes dels Turons Chin-Arakan Yoma
Les forests montanes o boscos de muntanya dels Turons Chin-Arakan Yoma formen una ecoregió tropical i subtropical de bosc humit a Birmània occidental (Myanmar). Formada per elevacions menors i per humits boscos tropicals, aquesta ecoregió és el medi ambient d'una gamma molt diversa d'espècies subtropicals i temperades, incloent moltes espècies característiques de l'Himàlaia així com múltiples espècies endèmiques.

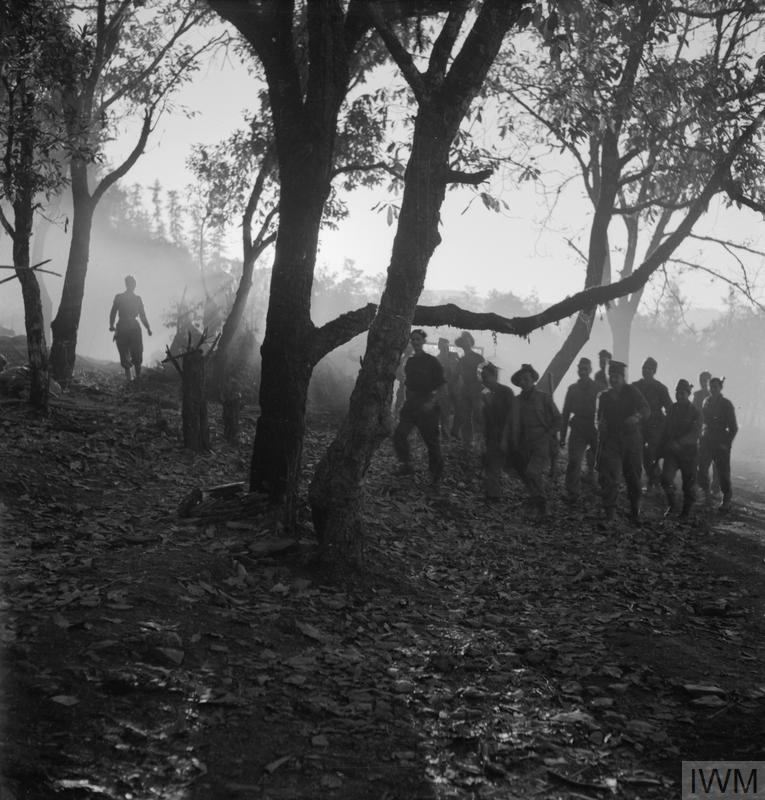
(Campanya de Burma, 1941-1945). Els soldats aliats es reuneixen per a sopar al vespre en un campament en una vessant boirosa dels turons de Chin. Fotografia de Cecil Beaton.

## Generalitats
L'ecoregió cobreix una àrea de 29.700 quilòmetres quadrats, incloent-hi els boscos de muntanya de la Serralada de l'Arakan. Els Turons Chin cobreixen la majoria de l'estat de Chin a Birmània i s'estenen pel sud al llarg del riu i de les muntanyes Arakan formant frontera entre l'estat d'Arakan a l'oest i la regió de Magway, la regió de Bago i la d'Ayeyarwady a l'est.
El codi d'identificació de l'ecoregió segons WWF és IM0109.
Està envoltada pels boscos plujosos de Mizoram-Manipur-Kachin a l'oest, a nord i nord-est, i als boscos caducifolis d'Irrawaddy a l'est. Existeixen en ella dos enclavaments de bosc de pins de l'Índia del Nord-est-Birmània cap al nord de l'ecoregió.

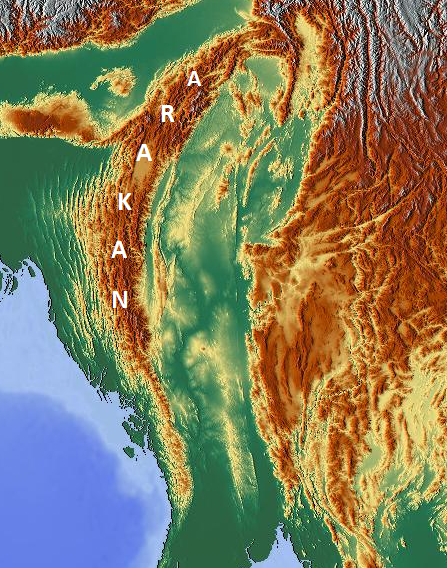
Mapa de la Serralada d'Arakan, frontera entre Birmània i Bangladesh

L'ecoregió inclou el Nat Ma Taung (Muntanya Victòria) al sud de l'estat de Chin, amb 3109 metres per sobre de el nivell de mar.
Els boscos de pluja de Chin Hills-Arakan Yoma són destacats a nivell mundial per la riquesa d'aus, en part perquè van actuar com a refugi durant els darrers esdeveniments de glaciació. Aquesta ecoregió encara conserva molts tàxons característics del regne paleàrtic i un conjunt divers d'espècies subtropicals distribuïdes entre els seus gradients elevats.

## Flora
Per sota dels 1.000 m, la vegetació es caracteritza per diversos dominants del dosser, com ara Bauhinia variegata, Lagerstroemia speciosa, Derris robusta, Ficus spp. Hibiscus i Strobilanthes (Davis et al. 1995). Els boscos madurs estan ricament lligats amb lianes, especialment Congea tomentosa i Mucuna pruriens (Davis et al. 1995). Entre els 1.000 i els 2.100 m, el bosc ample de fulla perenne mixta està compost per Quercus spp., Castanopsis spp., Eugenia, Saurauia, Eriobotrya i Schima. Per sobre dels 2.000 m, el bosc està dominat per tàxons d'arbres de l'Himàlaia com Alnus nepalensis, Betula alnoides, Carpinus, Prunus, Pyrus i Torreya, i aquests passen a Castanea, Cornus, Eriobotrya, Laurus i Taxus a elevacions majors (Davis et al. 1995). Els epífits són nombrosos en aquest entorn forestal de tossals i puigs ennuvolats i inclouen Aeschynanthus, Agapetes, Rhododendron cuffeanum, diverses aràcies i els tàxons d'orquídies Dendrobium i Pleione (WWF i UICN 1995). El Quercus xylocarpa és el roure dominant entre els 2.400 i els 2.750 m, mentre que arbusts de Rhododendron i el Q. semecarpifolia són dominants per sobre dels 2.750 m (WWF i UICN 1995). A les altituds més grans (c. 3.000 m) els boscos es tornen arbustius, amb la vegetació formada per Hypericum patulum i Rhododendron burmanicum, i les plantes herbàcies inclouen Aconitum, Lactuca, Pedicularis i Veronica (WWF i UICN 1995). En algunes zones, les carenes del cim estan cobertes per una sabana temperada composta per diversos arbusts com Rhododendron spp., Buddleja spp., Daphne spp., Leycesteria spp. i Lonicera spp., Així com herbes altes i tendres com ara Aconitum, Delphinium, Geranium i Thalictrum.

## Fauna

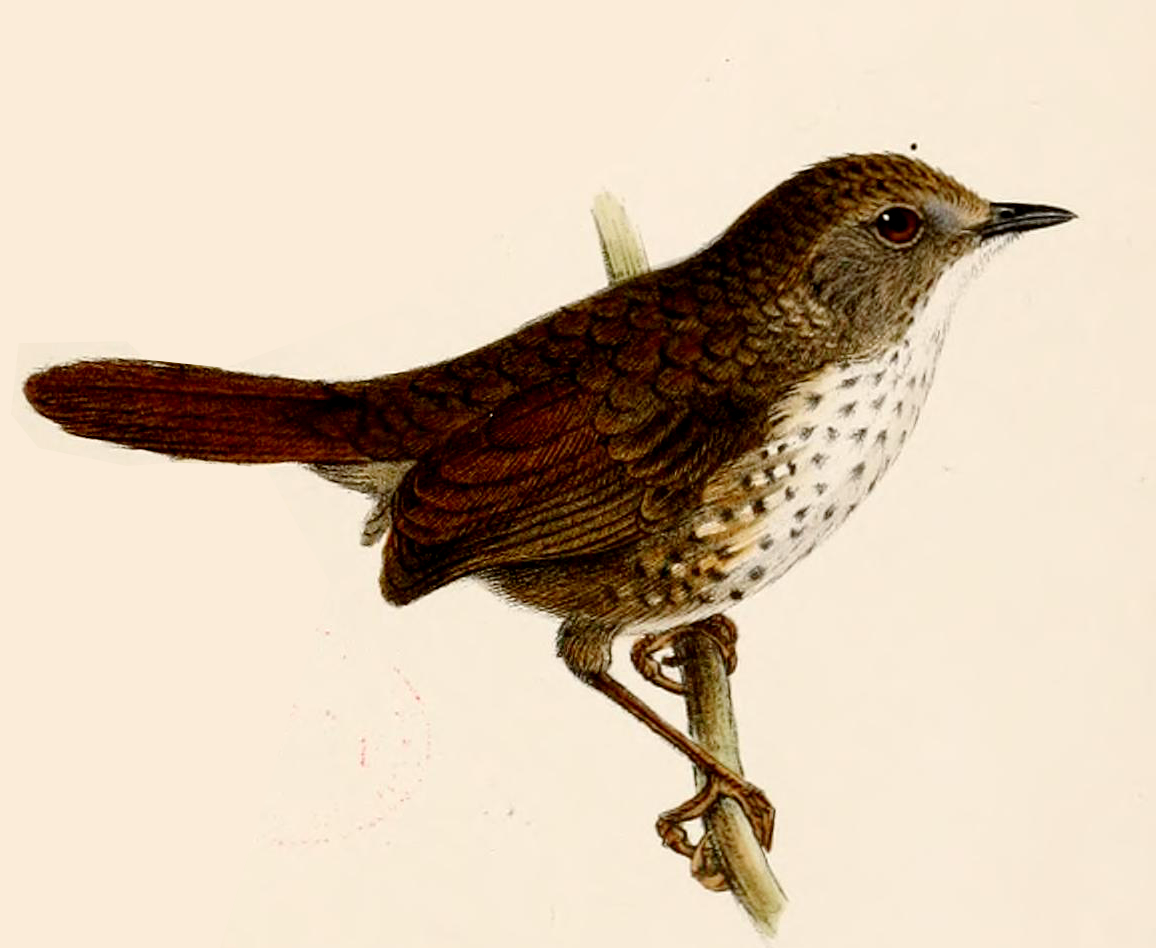
L'ocell número de la làmina, rep el nom comú anglès "Chin Hills Wren-Babbler", de nom científic Spelaeornis oatesi. No és endèmic ni està amenaçat, però hi és present.

Aquesta ecoregió conté tres espècies d'ocells endèmiques: Garrulax virgatus, Garrulax austeni i Sitta victoriae.
Les espècies de mamífers que tenen importància per a la conservació en aquesta ecoregió inclouen el gibó huloc occidental amenaçat i en perill d'extinció (Hylobates hoolock), tigre (Panthera tigris), lleopard ennuvolat (Pardofelis nebulosa), lleopard (Panthera pardus), os malai (Ursus malayanus), tàmin (Cervus eldii)), i gaur (Bos gaurus). No hi ha mamífers endèmics.

## Amenaces i protecció
En data de novembre de 2019 la proporció de superfície protegida en l'ecoregió és del 3,7 per cent, que coincideix amb el percentatge d'àrees protegides i connectades.
El nombre de caps de ramat i la pressió antropogènica són les principals amenaces.